# WTA-puntentelling
Elke speelster op de WTA-plaatsingslijst is qua plaatsing afhankelijk van een strikt persoonlijke lijst toernooiresultaten die het aantal punten van een speelster bepalen. Het aantal behaalde punten van een speelster bepalen voorts haar rang ten opzichte van haar tegenstandsters en de rang van een speelster is weer van invloed op de wijze waarop een speelster aan een volgend toernooi deel kan nemen. Voor elk toernooi wordt namelijk een deel van de sterkste inschrijvende speelsters voor het toernooi geplaatst, een ander deel wordt zonder specifieke plaatsing toegelaten en het resterende deel laagst WTA-geplaatste inschrijvingen wordt pas na kwalificaties toegelaten. Zodoende is een hoge plaats op de WTA-plaatsingslijst van essentieel belang om rechtstreeks toegelaten te worden tot toernooien. Verder zorgt een plaatsing voor een toernooi voor een gunstigere loting, waardoor geplaatste speelsters ofwel een bye in ronde één verkrijgen, dan wel een zwakkere opponente in de eerste ronde tegenkomen.

## Puntentelling[1]
De WTA-plaatsingslijst is gebaseerd op een uit 52 weken bestaande lopend jaar. De ranking van spelers wordt gebaseerd op de punten die ze verwerven in het lopende jaar, met dien verstande dat het lopende jaar inhoudt dat toernooiresultaten slechts een jaar gelden en een speelster dus elk jaar voor de keuze gesteld wordt om hetzelfde dan wel een dergelijk toernooi in dezelfde week te spelen. Ongeacht de keus van de speelster vervalt het oude toernooiresultaat van het vorige seizoen, de eerste maandag ná afronding van het hetzelfde toernooi in het nieuwe tennisseizoen. Daardoor kan een speelster slechts haar puntentelling behouden of verbeteren door ofwel eenzelfde resultaat als het voorgaande jaar te behalen, dan wel een hoger resultaat te behalen dan dat zij eerst deed. Dit betekent overigens dat een speelster die, zonder speciale uitzondering door bijvoorbeeld ziekte, 52 weken lang niet speelt, na de laatste week geen enkel punt meer zal hebben.

## Toernooien
Het aantal punten van een speelster wordt bepaald door een maximum van 16 toernooiresultaten in het enkelspel c.q. 11 toernooiresultaten in het dubbelspel. Slechts resultaten van de afgelopen 52 weken tellen mee en slechts de 16 c.q. 11 hoogste resultaten zijn relevant voor de scorelijst. Om speelsters te stimuleren deel te nemen aan grandslamtoernooien en Premier Mandatory-toernooien, gelden de volgende bijkomende regelingen:
- een scorelijst mag slechts bestaan uit de 16 hoogste resultaten;
- alle grandslamresultaten tellen mee, ongeacht het aantal punten;
- alle Premier Mandatory-resultaten tellen mee, ongeacht het aantal punten.

Voor top 20-speelsters geldt tevens de volgende regeling:
- De twee beste Premier Five-resultaten, van Doha c.q. Dubai, Rome, Cincinnati, Montreal/Toronto en Wuhan, tellen mee, ongeacht het aantal punten.

Om überhaupt op de WTA-plaatsingslijst te komen, moet aan de volgende eisen zijn voldaan:
- een speelster moet ten minste drie toernooiresultaten behalen,
- of een speelster moet ten minste tien enkelspel-, of dubbelspelpunten hebben behaald in één of meer toernooien.[1]